# Gyöngyi László
Gyöngyi László (Temesvár, 1891. december 7. – Budapest, 1973. április 20.) újságíró, műfordító, szerkesztő.

## Életpályája
1913-ban a Budapesti Tudományegyetem jogi karán szerzett diplomát. Az első világháborúban (1914–1918) mint tartalékos tiszt harcolt. 1916–1920 között orosz hadifogságban volt. 1920 decemberében jött vissza Budapestre. 1920–1928 között állástalan diplomásként műfordítással foglalkozott. 1928–1945 között újságíróként dolgozott különböző lapoknál. 1945–1946 között a Magyar Nemzet belső munkatársa volt. 1946–1951 között a Magyar Rádió bemondója, főrendezője volt. 1951–1955 között az Új Magyar Könyvkiadó szerkesztője volt.

### Munkássága
Jeleneteket, villámtréfákat írt a rádió számára. Néhány évig a Magyar Rádió című újság főmunkatársa volt. 1916–1920 között megtanult oroszul, s a második világháború után szerkesztői és rádiórendezői munkája mellett műfordítóként is működött. Műfordítóként rendkívül termékeny volt: klasszikus orosz és kortárs szovjet-orosz fordításainak száma megközelíti a százat.

## Családja
Szülei: Gyöngyi Izsó (1860–1923) színész és Guttmann Irma (?–1894) voltak. Két testvére volt: Jolán (1888–1934) színész- és énekesnő, valamint Zoltán (1894–1894).
Felesége Hakker Margit (1897–1968) volt, Hakker József és Schwarcz Rozália lánya, akivel 1921. november 30-án Budapesten, a Terézvárosban kötött házasságot.

## Művei
- In memoriam Bródy Sándor (Mohácsi Jenővel és Sass Irénnel, Budapest, 1944)
- A legfőbb érték. Elbeszélések a kisnépek életéből (Felelős szerkesztő; Budapest, 1953)
- Viszik már kötve, paripára… (Budapest, 1956)
- Ki csinálja? (versek, Budapest, 1957)

### Műfordításai
- Alekszandr Szergejevics Puskin: Elbeszélések és egyéb prózai munkák (Többekkel; Budapest, 1949)
- Nyikolaj Szemjonovics Leszkov: Ördögűzés (elbeszélések, Budapest, 1950)
- Din Lin: Felkelt a nap a Szangan folyó felett (regény oroszból fordítva; Budapest, 1950)
- Lu Hszün: Szülőföldem (elbeszélések; Budapest, 1951)
- Makszim Gorkij: Elbeszélések (Gáspár Endrével, Makai Imrével; Budapest, 1951)
- Laptyev, I. D.: Sztálin – a kolhozrendszer megalkotója (Budapest, 1951)
- Mirza Ibrahimov: Eljön a nap (regény, Budapest, 1952)
- Nyikolaj Spanov: Gyújtogatók. I–II. kötet (regény, Budapest, 1952)
- Nyikolaj Szemjonovics Leszkov: Vasakarat és egyéb elbeszélések (Devecseriné Guthi Erzsébettel; Budapest, 1952)
- Nyikolaj Spanov: Összeesküvők (regény, I–II. kötet; Kerek Ernővel; Budapest, 1952)
- Fjodorov, A.: Partizánok élén (Lovas Györggyel; Budapest, 1952)
- Nyikolaj Morgyinov: Kikelet (regény; Magos Lászlóval; Budapest, 1953)
- Tevekeljan, V.: Az élet igazi arca (regény, Budapest, 1954)
- Minko, V.: Ne kérdezd a nevét! (vígjáték, Budapest, 1954)
- Vaszilij Grigorjevics Jan: Batu khán (regény, Budapest, 1955; 1962; 1967; 1974; 1979; 1981; 1984)
- Vaszilij Grigorjevics Jan: Dzsingisz khán (regény; Semtei Róberttel; Budapest, 1955)
- Vaszilij Grigorjevics Jan: A tatárjárás (regény, Budapest, 1956; 1962)
- Lu Hszün: A. Q. hiteles története (válogatott elbeszélések; többekkel (A világirodalom klasszikusai. Budapest, 1956)
- Alekszandr Szergejevics Puskin: A lövés (elbeszélés; Kétnyelvű kiskönyvtár. 20. Budapest, 1957)
- Nyikolaj Szemjonovics Leszkov: Kisvárosi Lady Macbeth (regény, Budapest, 1957, 1970)
- Konsztantyin Fegyin: Elbeszélések (fordította többekkel (Kétnyelvű olcsó könyvtár. Budapest, 1959)
- Jens Sigsgaard: Palkó egyedül. Képes mesekönyv (Berlin, 1960)
- Mihail Mihajlovics Zoscsenko: Verekedni nem szabad (Válogatott szatirikus elbeszélések; Gellért Györggyel; Budapest, 1960)
- Olga Perovszkaja: Négy kislány és sok kis állat (Elbeszélések az ifjúság számára; Budapest, 1962)
- Alekszandr Szergejevics Puskin: A pikk dáma és más elbeszélések (Budapest, 1974)
- Alekszandr Szergejevics Puskin: Regények, elbeszélések. Bibliofil kiadásban is (Budapest, 1977)
- Nyikolaj Szemjonovics Leszkov: A lepecsételt angyal (kisregények és elbeszélések; válogatta: Katona Erzsébet, az utószót írta: Bárány György (A világirodalom remekei. Budapest, 1979)
- Makszim Gorkij: Mezítlábasok (válogatott elbeszélések 1892–1897; válogatta: Nyíri Éva; Budapest, 1979)
- Mihail Mihajlovics Zoscsenko: Limonádé (elbeszélések; válogatta: Nyíri Éva; Vidám Könyvek. Budapest, 1986)
- Alekszandr Szergejevics Puskin: A kapitány lánya (kisregények és elbeszélések; Budapest, 1987)
- Alekszandr Szergejevics Puskin: A parasztruhás kisasszony (elbeszélés; 18 szerelmes novella; Budapest, 2004)